# 食品店
食品店，是指面向顾客贩卖食品的商店。与餐馆相比，它们通常不设置座位，为顾客提供堂食服务。如兼营百货，则称为杂货店。
出售主食的商店，按出售的粮食又可称为粮店、米店、粮油店等。除了粮食外，其它食品店，可以分为肉店、熟食店、水果店、粮店、糕点店、零食店等等。世界各地食品店皆有自己的特色。农业社会中，粮食是最重要和主要的物资。而在1950年代至1980年代的中国，由于全民配给制，粮店在全体城镇居民日常生活中占有举足轻重的地位。

## 图片

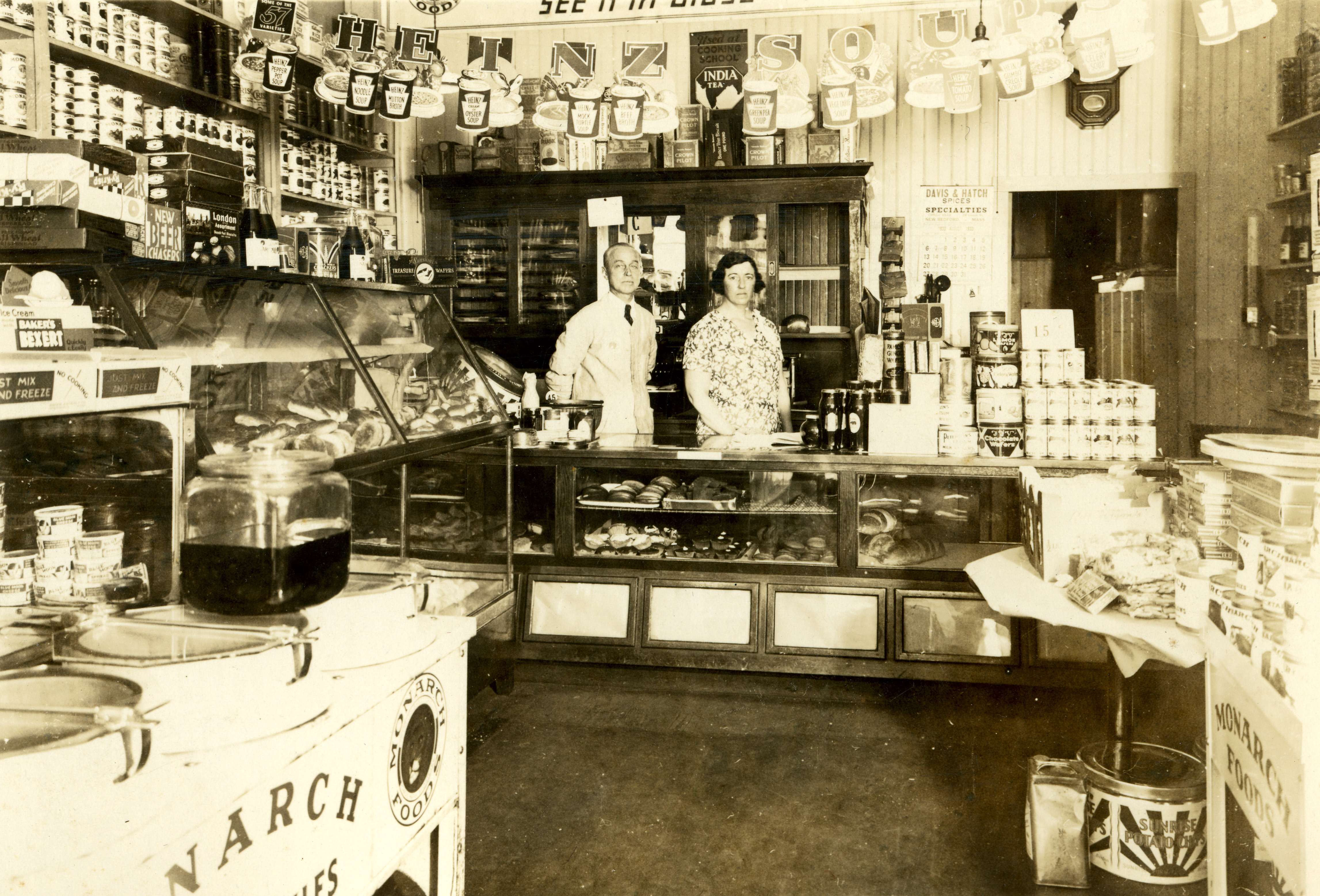
1933年美国，Cady's食品店
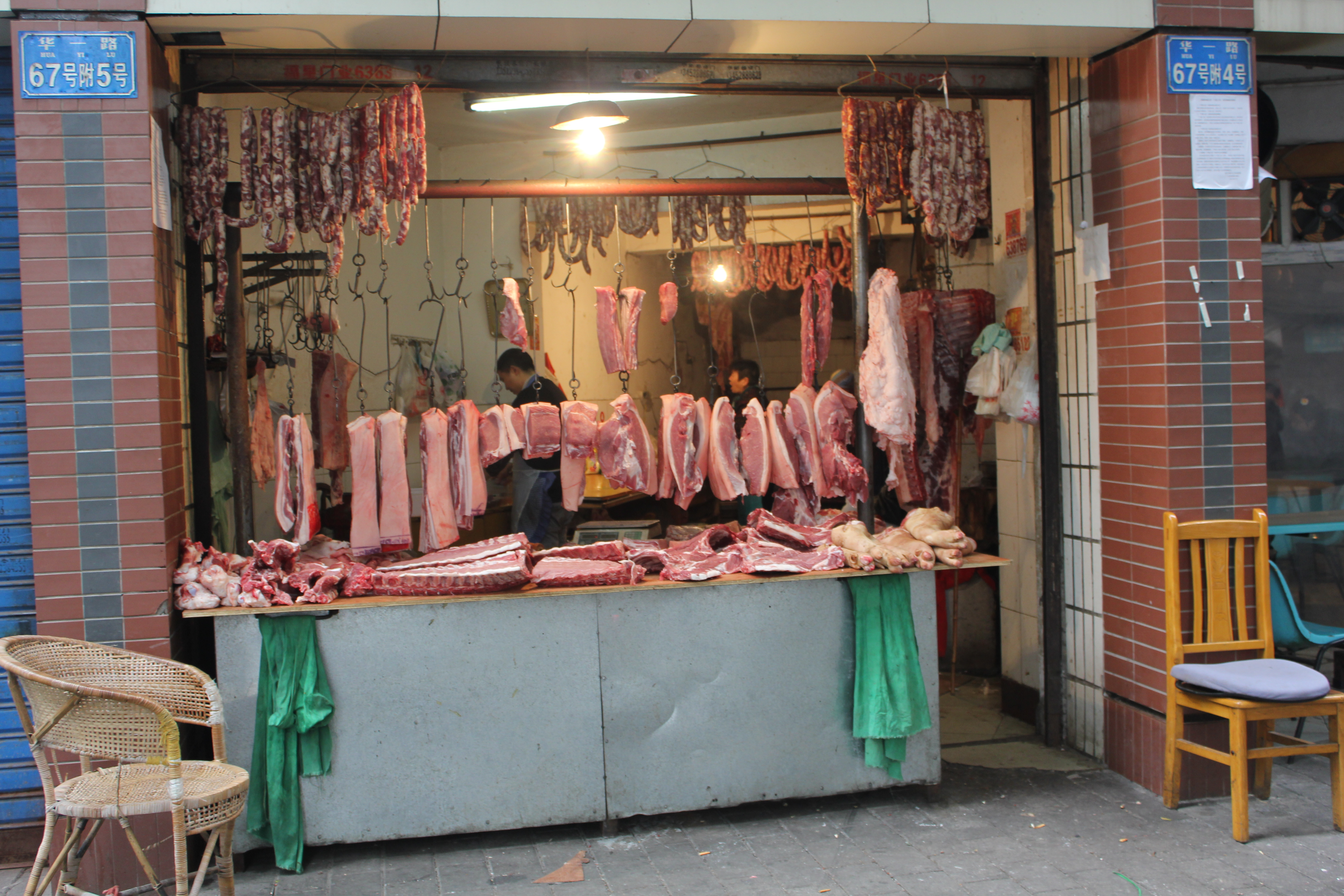
重庆一家猪肉铺
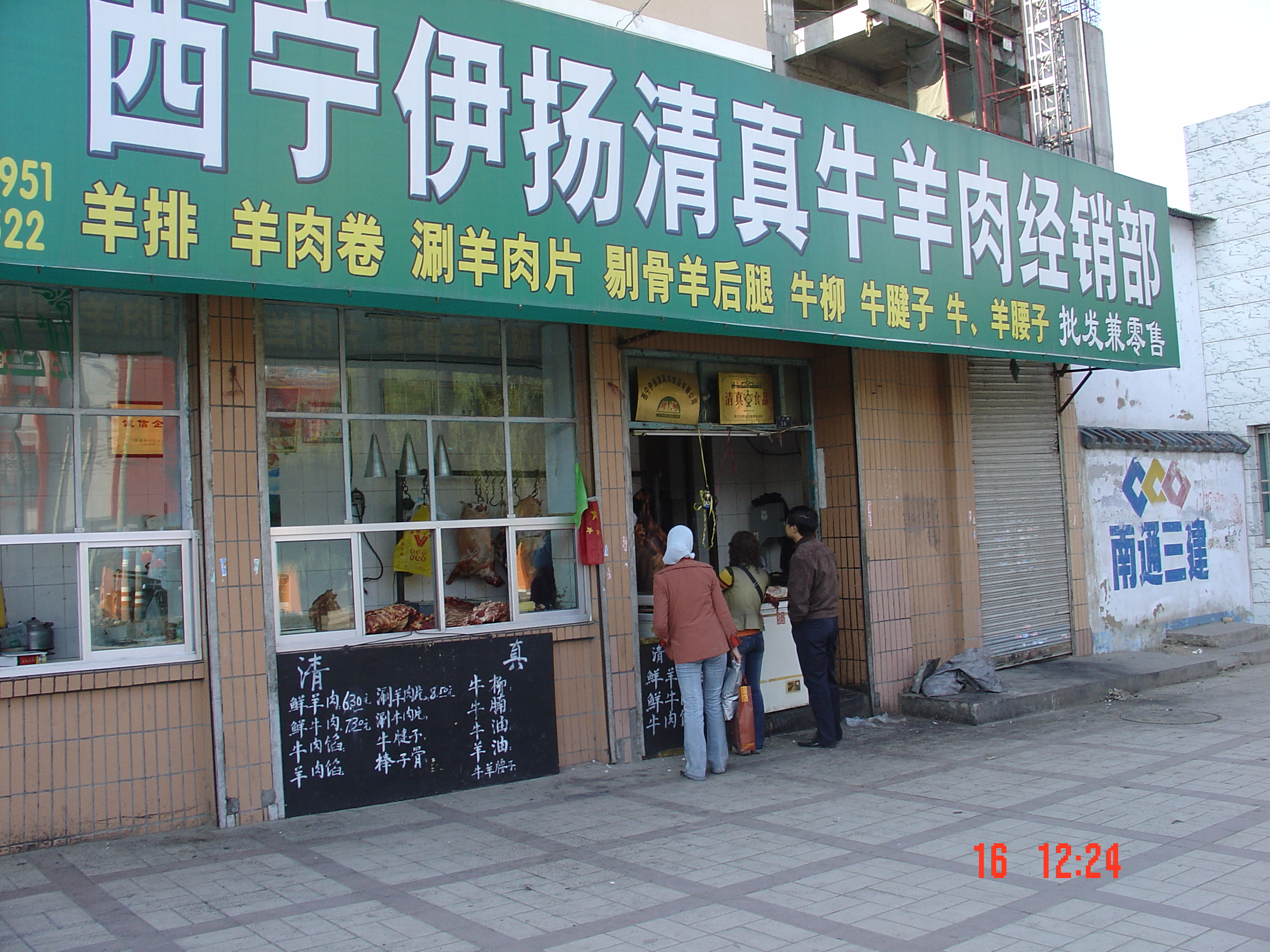
西宁一家清真牛羊肉铺
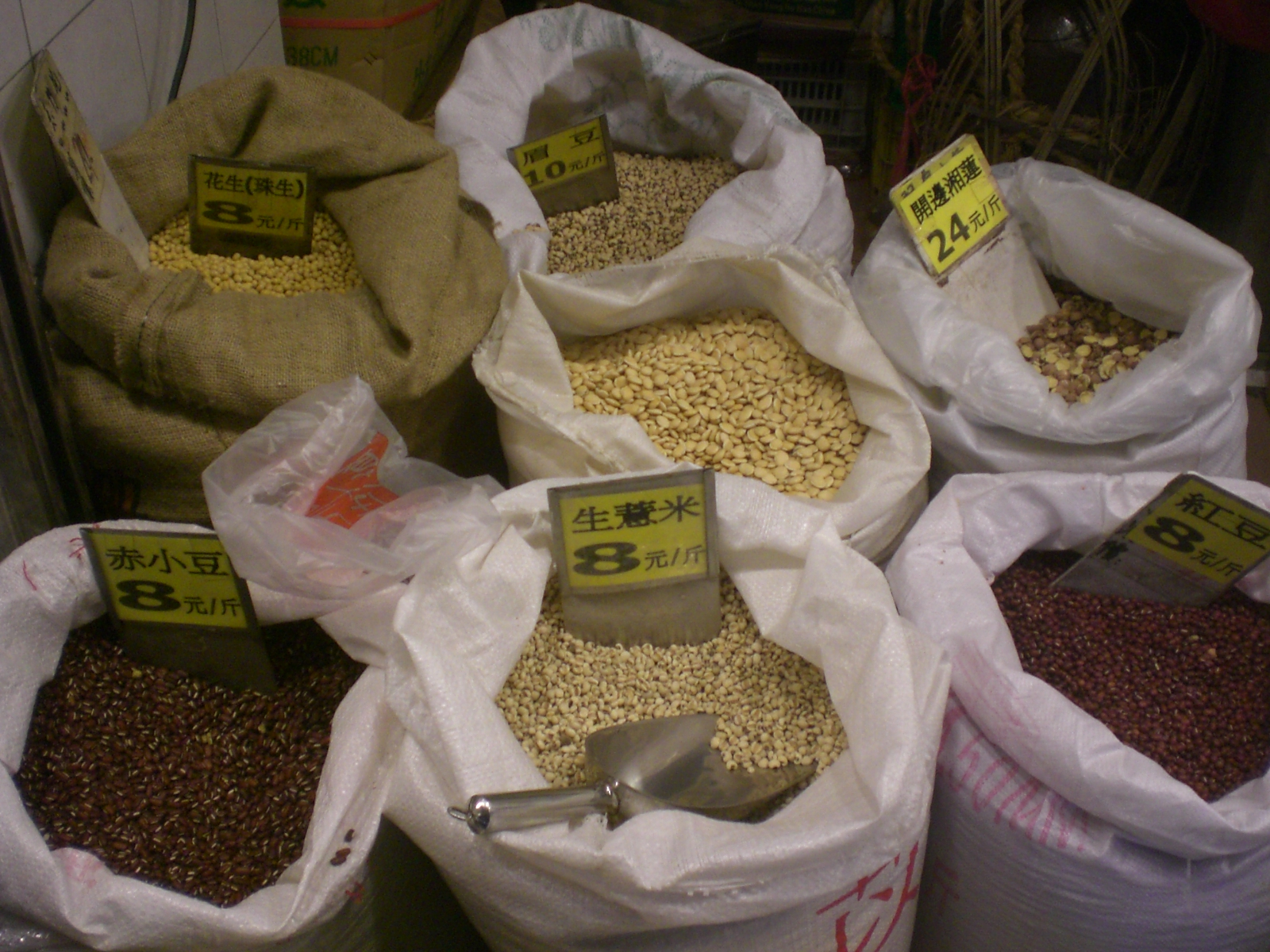
香港裕记食品出售的散称杂粮，直接以整包包装的方式陈列
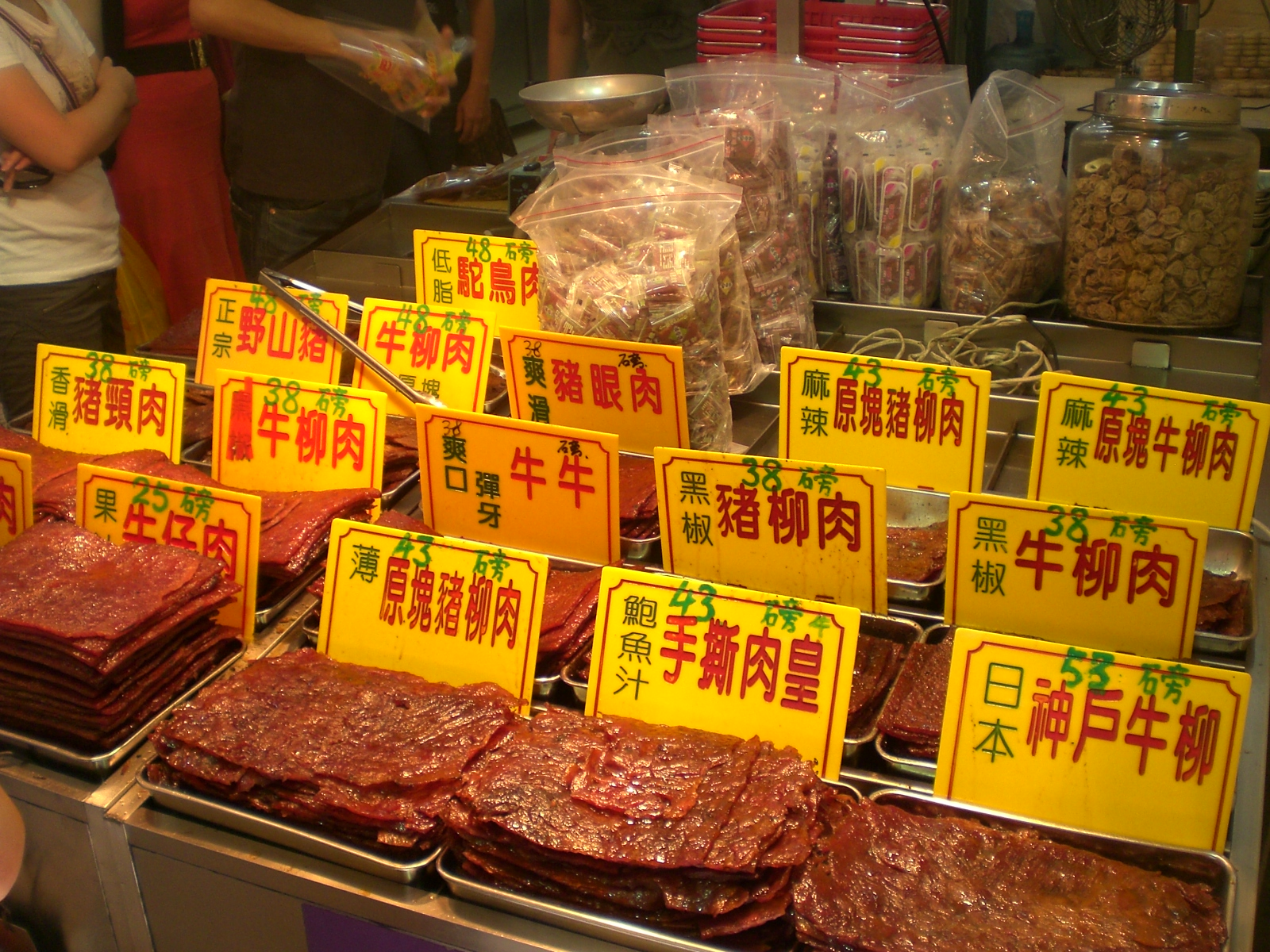
澳门零食店，照片中展示的商品以猪肉干、牛肉干为主
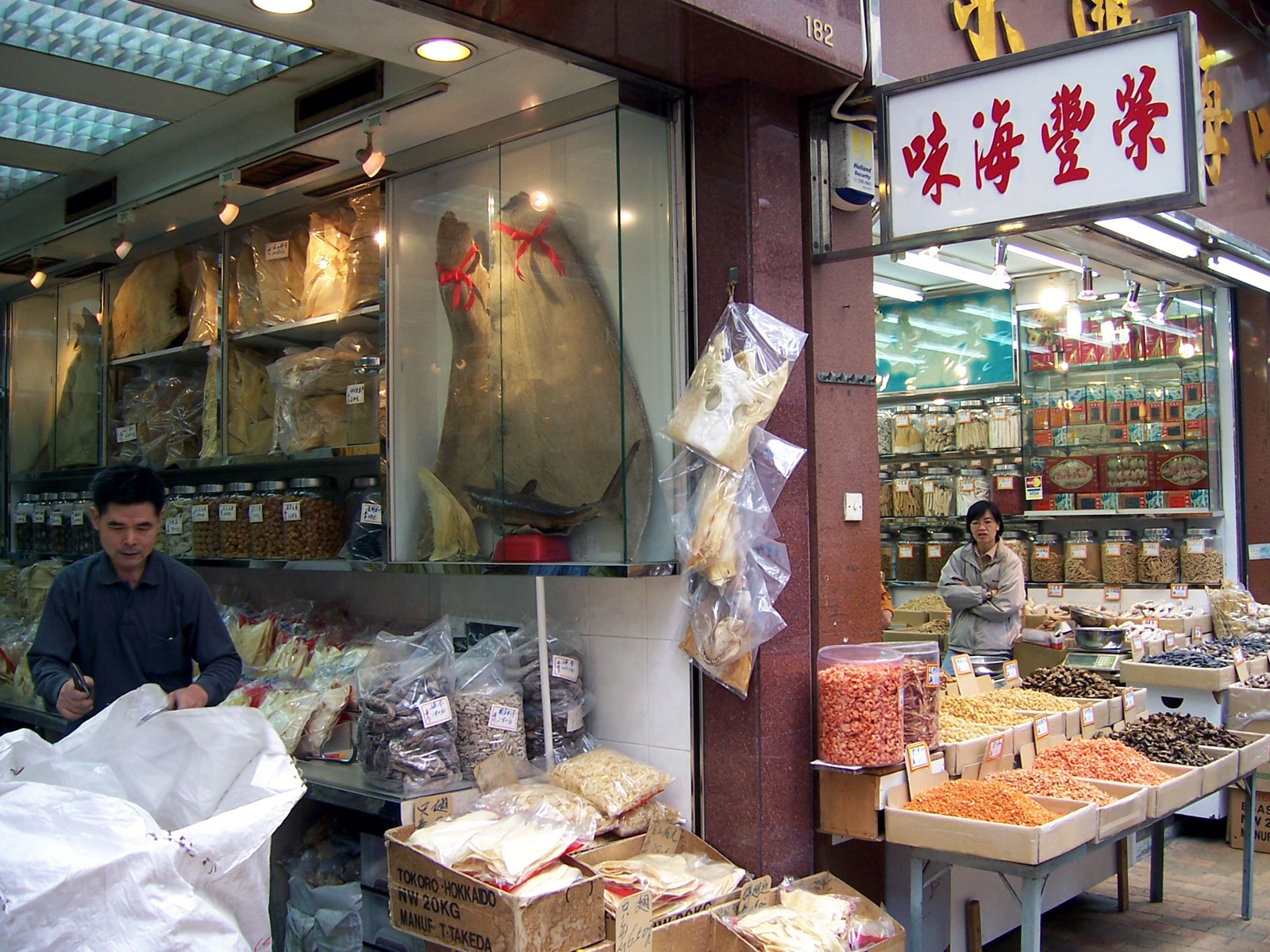
香港海味食品店
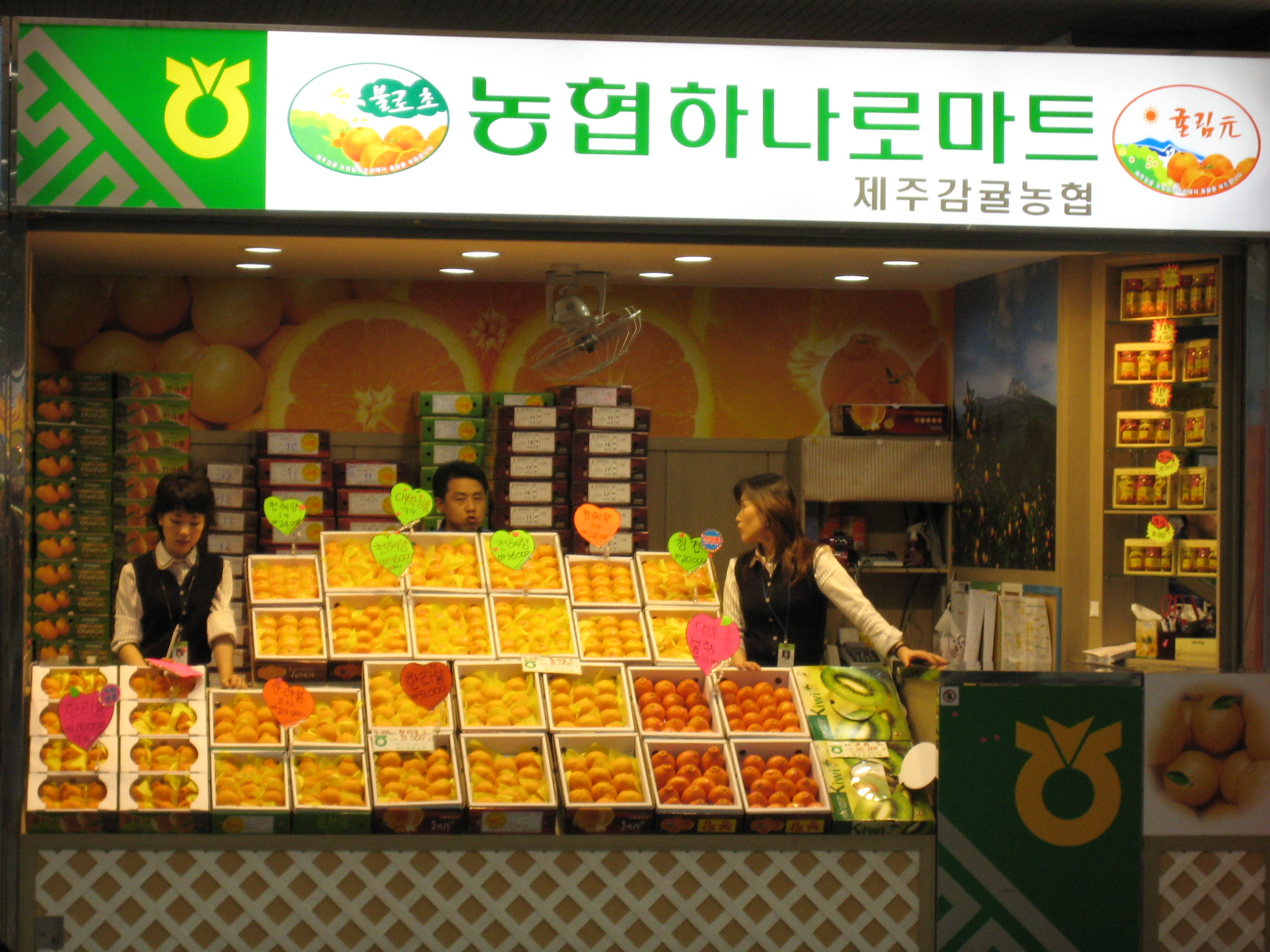
韩国的一家水果店
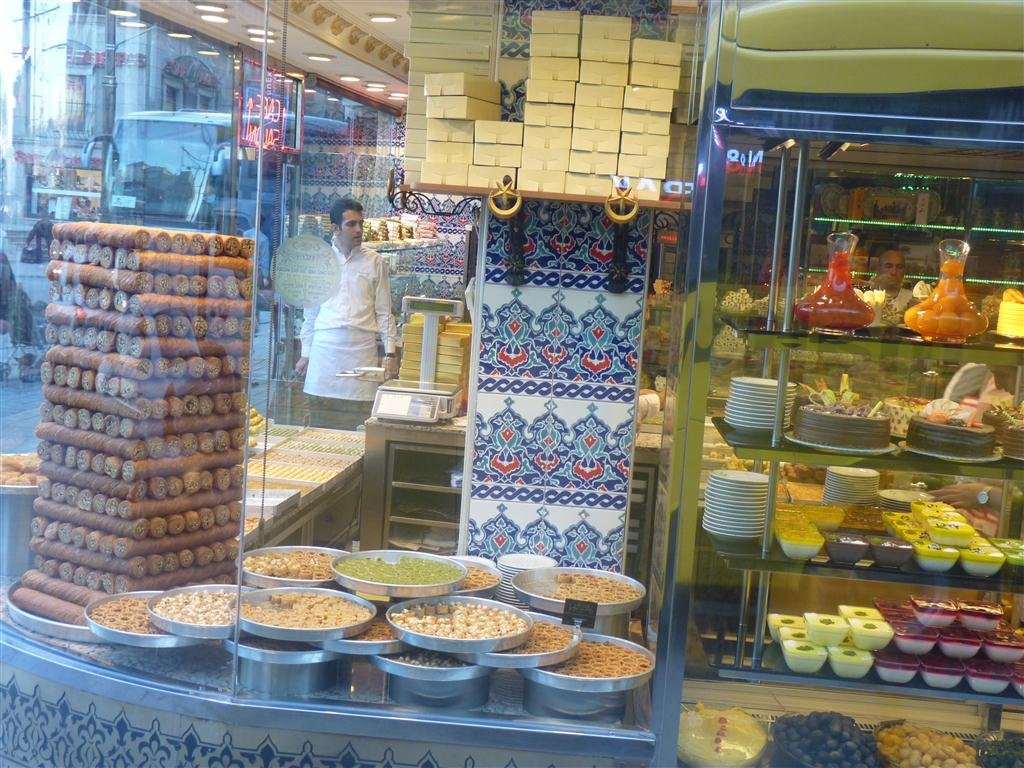
土耳其一家糕点店